# Raīna
Raīna (Raina) är en ort i Grekland.   Den ligger i prefekturen Nomós Aitolías kai Akarnanías och regionen Västra Grekland, i den centrala delen av landet, 220 km väster om huvudstaden Aten. Raīna ligger 239 meter över havet och antalet invånare är 129.
Terrängen runt Raīna är kuperad, och sluttar västerut. Runt Raīna är det tätbefolkat, med 356 invånare per kvadratkilometer. Närmaste större samhälle är Agrínio, 11,3 km söder om Raīna. 